# 粗丝木属
粗丝木属（学名：Gomphandra）是茶茱萸科下的一个属，为乔木或灌木植物。该属共有33种，分布于亚洲热带地区至大洋洲。